# Chiesa di Santa Vittoria (Montereale)
La chiesa di Santa Vittoria, anche nota come chiesa di Santa Vittoria e San Giacomo, è la parrocchiale patronale di Santa Vittoria, frazione di Montereale in provincia dell'Aquila. Appartiene alla forania Monterealese dell'arcidiocesi dell'Aquila e risale al XV secolo.

## Storia

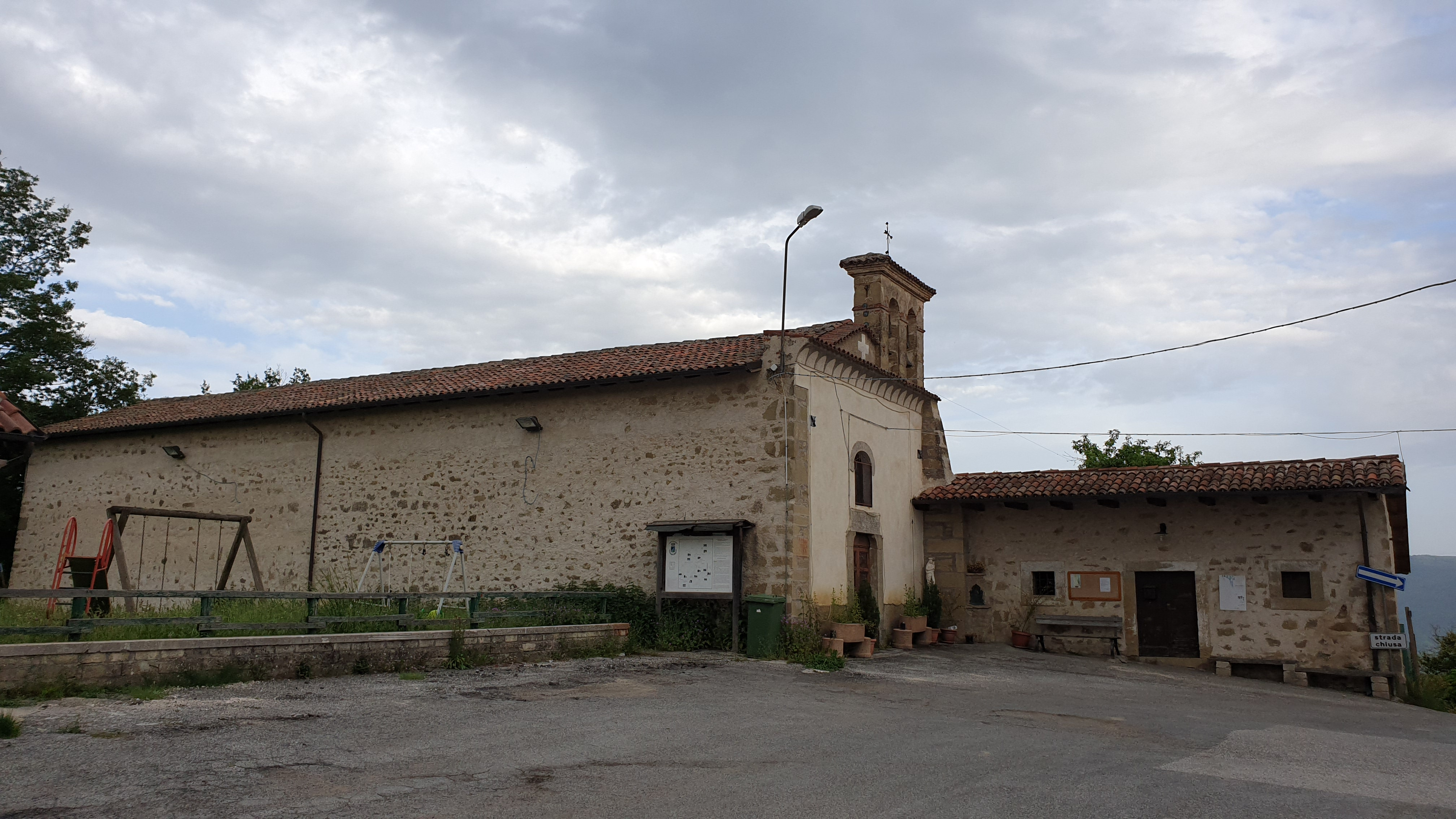
Facciata e prospetto laterale sinistro della chiesa.

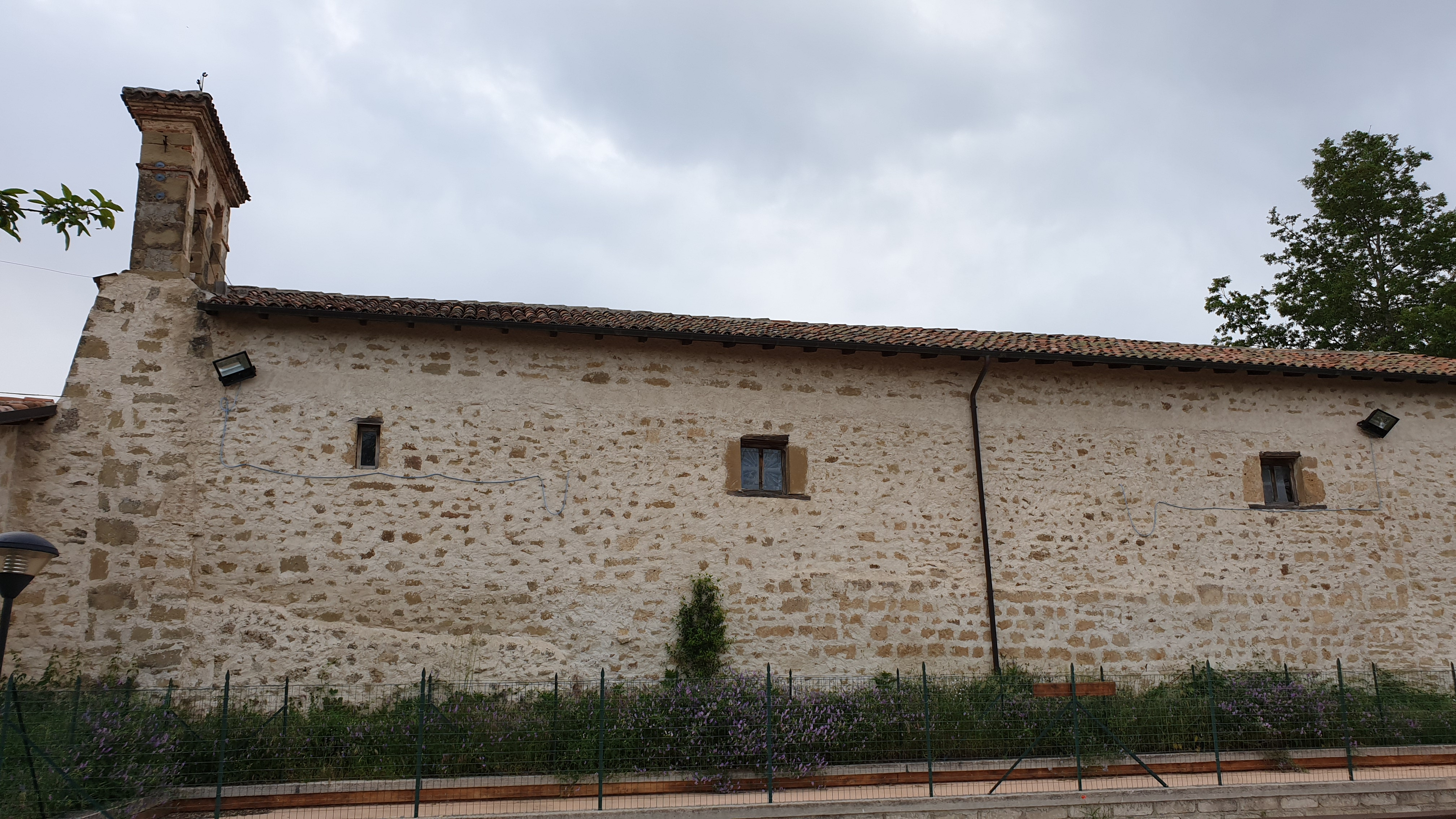
Prospetto laterale destro della chiesa.

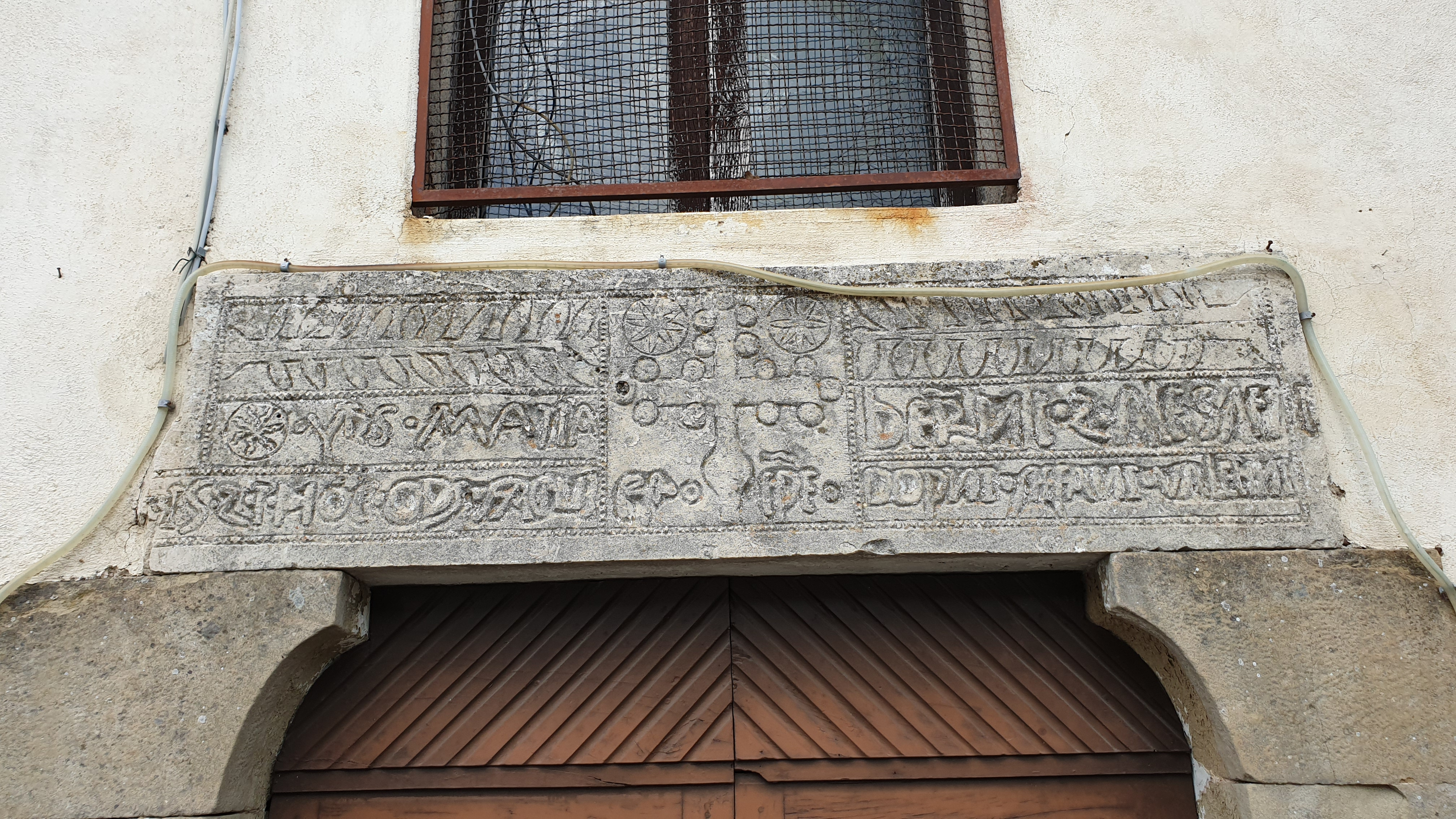
Particolare dell'architrave sul portale della facciata.

Il luogo di culto è stato edificato tra il XV e il XVIII secolo e poi, durante il XX secolo è stato oggetto di interventi che ne hanno modificato la struttura, in particolare dopo il 1940.
Tra gli anni settanta e ottanta è stato realizzato l'adeguamento liturgico ponendo il nuovo altare rivolto al popolo nell'area del presbiterio realizzato in marmo grigio.
Il terremoto che ha colpito il territorio nel 2009 ha provocato danni relativamente lievi ed entro il 2011 è stato possibile riaprirla dopo i necessari restauri. Intanto, nel 2010, vi si è recato in visita pastorale l'allora arcivescovo metropolita dell'Aquila Giuseppe Molinari.

## Descrizione

### Esterni
La chiesa si trova nell'abitato del piccolo centro contadino di Santa Vittoria e mostra orientamento verso nod est. Anteriormente e sulla sua destra si trova la canonica. La facciata è semplice con aspetto squadrato sulla quale spicca lateralmente in alto sulla destra il campanile a vela a due luci con due campane. Il portale di accesso architravato è caratterizzato dalla robusta struttura lapidea e dall'architrave scolpito. Sopra di questo, in asse, si apre la finestra dal contorno superiore curvilineo che porta luce alla sala.

### Interni
La navata interna è unica con altare maggiore storico e altare postconcilare posti nella zona del presbiterio e due altari laterali speculari.